# Ascolacicola
Ascolacicola är ett släkte av svampar. Ascolacicola ingår i ordningen Sordariales, klassen Sordariomycetes, divisionen sporsäcksvampar och riket svampar.
|              | Lasiosphaeriaceae                       |
|              |                                         |
|              | Helminthosphaeriaceae                   |
|              |                                         |
|              | Sordariaceae                            |
|              |                                         |
|              | Chaetomiaceae                           |
|              |                                         |
|              | Cephalothecaceae                        |
|              |                                         |
|              | Ophiostomella                           |
|              |                                         |
|              | Madurella                               |
|              |                                         |
|              | Pleurothecium                           |
|              |                                         |
|              | Conioscyphascus                         |
|              |                                         |
|              | Ramophialophora                         |
|              |                                         |
|              | Ascotaiwania                            |
|              |                                         |
|              | Guanomyces                              |
|              |                                         |
|              | Roselliniella                           |
|              |                                         |
|              | Carpoligna                              |
|              |                                         |
|              | Fluminicola                             |
|              |                                         |
| Ascolacicola | \| \| Ascolacicola aquatica \| \| \| \| |
|              | \| \| Ascolacicola aquatica \| \| \| \| |
|              | Clohiesia                               |
|              |                                         |
|              | Melanocarpus                            |
|              |                                         |
|              | Phaeosporis                             |
|              |                                         |
|              | Utriascus                               |
|              |                                         |
|              | Diplogelasinospora                      |
|              |                                         |
|              | Scopinella                              |
|              |                                         |
|              | Conioscypha                             |
|              |                                         |
|              | Brachysporiella                         |
|              |                                         |
|              | Rhexosporium                            |
|              |                                         |
|              | Bombardiella                            |
|              |                                         |
|              | Reconditella                            |
|              |                                         |
|              | Effetia                                 |
|              |                                         |
|              | Ascolacicola aquatica                   |
|              |                                         |

|  | Ascolacicola aquatica |
|  |                       |